# LNWR classe 18in Tank
La Classe 18in Tank du London and North Western Railway (LNWR) est un modèle de locomotives à vapeur de disposition d'essieux 031T (0-6-2T dans la nomenclature britannique) construit de 1898 à 1902. Destinées aux trains de voyageurs de banlieue, ces locomotives-tender sont une évolution des 18-inch Goods « Cauliflowers » à tender séparé. Le terme 18in ou 18-inch fait ici référence au diamètre d'alésage des cylindres.
Introduites en remplacement des Special Tank de conception plus archaïques, elles connaissent pour certaines une longue carrière commerciale durant jusqu'en 1958, passant par le London, Midland and Scottish Railway (LMS) puis les British Railways (BR).

## Historique

### Origines
Alors que la seconde moitié du XIXe siècle voit naître les trains de banlieue en réponse au phénomène de l'étalement urbain, le London and North Western tarde à réaliser des efforts pour les dessertes suburbaines, arguant qu'elles ne sont pas suffisamment profitables. Les trains existants sont constitués de vétustes locomotives et voitures à deux essieux reléguées à l'écart des lignes principales. Pendant ce temps, les autres réseaux mettent en service leurs premières locomotives dédiées aux dessertes périurbaines à arrêts fréquents. En 1881-1883, le Lancashire and Yorkshire Railway réalise ainsi 54 locomotives de disposition 031T (L&YR Barton Wright 0-6-2T (en)) à la suite de machines similaires prévues pour les marchandises, dont certaines sont des conversions de 030 à tender séparé.
Le London and North Western, réalisant la même démarche, met au point la vaste série des « Coal Tanks » destinées en priorité aux manœuvres de rames lourdes et à la traction de trains de marchandises, leurs roues de 1 359 mm limitant quelque peu leur vitesse lorsqu'elles sont engagées en tête de trains de voyageurs locaux, une mission qui leur sera fréquemment confiée.
Le modèle dont étaient issues les Coal Tanks étaient désignées « 17-inch Coal Engines » et descendaient à la fois des locomotives-tender « Special Tank » et de celles à tender séparé de la classe DX Goods, les seules de cette lignée à disposer de roues motrices plus grandes (1 575 mm) qui leur donnaient des performances satisfaisantes en tête des trains de voyageurs locaux. Pour prendre la relève des DX Goods mises au point en 1858, l'ingénieur Francis Webb (en) met au point en 1880 un nouveau modèle de 030 à grandes roues en combinant la chaudière des Coal Engines avec un nouveau châssis comportant des cylindres dont le diamètre atteint les 18 pouces (457 mm). Très réussies, les 18-inch Goods seront produites en 310 exemplaires de 1880 à 1902.
En parallèle, le LNWR se base sur ses locomotives pour voyageurs et met en service trois séries de locomotives-tender spécifiquement destinées aux voyageurs :
- les 120T de la classe 2234 apparues en 1876, avec des roues de 1 435 mm de diamètre ;
- les 121T de la classe 4ft 6in de 1879, qui sont une évolution avec essieu porteur arrière ;
- les 121T de la classe 5ft 6in de 1890 à roues de 1 740 mm destinées aux trains lourds.

S'y rajoutent 16 copies des 220T du Metropolitan Railway livrées vers 1871 et en partie transformées en 221T par Webb.

### Mise au point
Aucune de ces trois séries n'ayant la capacité de faire face aux trains de banlieue les plus lourds de la périphérie de Londres, Birmingham, Manchester et Liverpool, alors que les locomotives des classes DX et 18-inch Goods n'ont pas la flexibilité des locomotives-tender, Francis Webb décide finalement de combiner le mécanisme des 18-inch Goods avec un essieu porteur arrière soutenant le poids de la hotte à charbon et garantissant un guidage lors des parcours en marche arrière.
Malgré une apparence semblable à celle des Coal Tanks, notamment le design de l'abri et des caisses à eau, les deux séries n'ont que peu d'éléments en commun.
80 exemplaires sortent des ateliers LNWR de Crewe entre 1898 et 1902. L'utilisation d'une partie de la série sur les dessertes entre Loundres-Euston et Watford leur donne le surnom de Watford Tanks. Une commande de locomotives supplémentaires a finalement été annulée au profit de locomotives Cauliflower.

### Fin de carrière

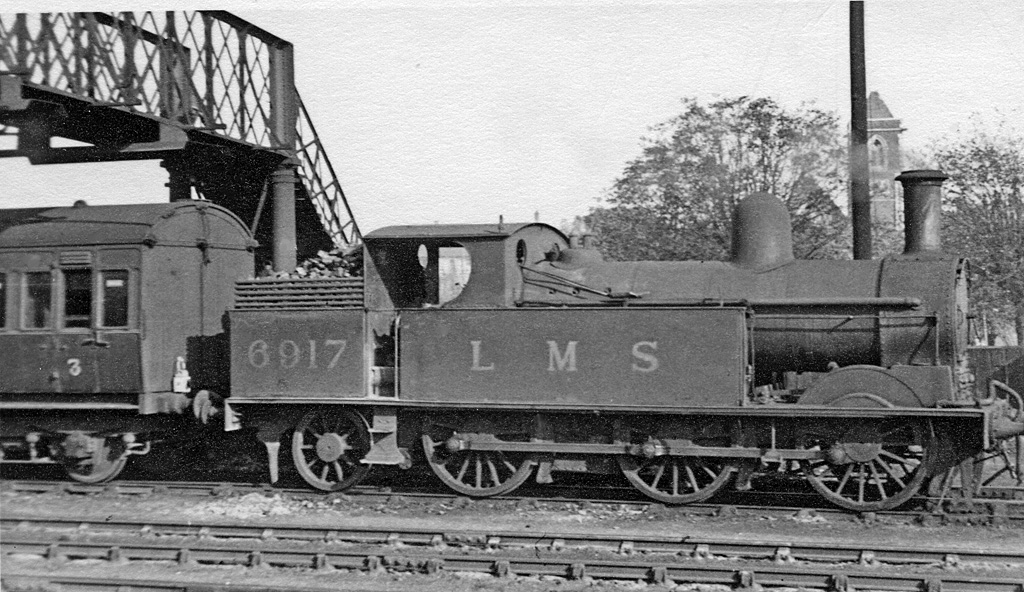
La 6917 encore en livrée LMS en gare de Leighton Buzzard avec un train en direction de Dunstable.

Après le départ de Webb, la flotte des locomotives-tender pour trains de passagers est complétée par les 50 Precursor Tanks (disposition 221T) de 1906-1909 et les 47 Prince Of Wales Tank (4-6-2T) de 1910-1916. Ces deux séries prendront le relai des 031T au départ d'Euston. La ligne de Londres-Euston à Watford ainsi que plusieurs autres dessertes londoniennes sont électrifiées par le LNWR en 1914 et 1921.
Malgré leur surnom, les 18in Tank prospèrent également sur d'autres lignes du LNWR loin de la capitale, accomplissant souvent de longues carrières.
Trois sont retirées du service entre 1920 et 1923 ; le London, Midland and Scottish Railway renumérote les autres 6860 à 6939 et les classe dans le groupe de puissance 2P. À partir de la fin des années 1920, le LMS met en service plusieurs séries de 132T et 131T pour trains de voyageurs dont le nombre dépassait les 800 exemplaires à la nationalisation.
En 1948, lorsque le LMS est nationalisé, devenant une composante des British Railways, 15 d'entre-elles sont encore à l'inventaire mais seules cinq porteront réellement leurs nouveaux matricules entre 46876 et 46931 (avec des lacunes). L'ultime représentante de la série est la 49600 du dépôt de Monument Lane, radiée en février 1953.
Aucune n'a été sauvegardée.